# Konkókjó
Konkókjó (az aranyragyogás tana) egy modern japán eredetű szabadelvű egyistenhívő, illetve panenteista vallás.

## Története
Alapítás éve 1859. A Konkókjó vallás Japán Okajama tartományából származik, s egy ottani földműves, Kavate Bundzsiró, tiszteletbeli nevén Konkó Dajdzsin (1814-1883) tanításán alapszik, aki követvén az isteni hívó szót elkezdett imádkozni és cselekedni a béke és az emberiség boldogsága érdekében.

## Tanítása
Konkókjó a Legfőbb Létezőt, Istent, Tencsi Kane no Kami-nak, a Világegyetem Isteni Szülőjének nevezi. Isten nem egy elkülönülő égi figura, hanem az egész univerzumot átható végtelen intelligencia. A világ nem más mint Tencsi Kane no Kami teste. Nagy hangsúlyt helyeznek az őszinte Isten felé fordulásra a felebaráti szeretetre, és a vallási türelemre.
Központi gondolata az Isten, ember és a világegyetem valamennyi létezője közötti kölcsönös függőség (aijo kakejo) felismerése és a harmónia megteremtése.
A vallásgyakorlat fontos eleme az ima, a kölcsönös segítség, a világ jobbításán való tevékenykedés és a toricuginak nevezett útmutatás szertartása.
Vallják, hogy bárki, aki egyesíti szívét Istenével, az ikigamivá, az élő Isten részévé válhat.
A halál után nincs pokol vagy mennyország, hanem minden lélek visszatér a forráshoz, s egyesül Istennel.
A Konkókjó olyan problémákra irányítja figyelmét s keres megoldásokat mint a környezetszennyezés és bolygónk pusztulása vagy az emberi kapzsiság és előítéletesség.
A Konkókjó vallás Istent Tencsi Kane no Kami (röviden Kami) néven tiszteli. Tekintve, hogy a Világegyetem nem más mint Isten teste, minden ami az Univerzumban létezik, Istentől való. Isten késztet minden élőlényt és dologi létezőt arra, hogy egymással összhangban töltsék be saját szerepüket.
Mivel Isten tartja fenn és óvja az életet, úgy tekintünk rá mint minden élet Atyjára és Anyjára. Ezért nevezzük Tencsi Kane no Kami-nak, a Világegyetem Isteni Szülőjének.
A szülő az élet forrása. Midőn egy magzat megfogan, életét a szüleitől kapja. A gyermek szüleinek köszönhetően kezdheti meg életét. Ezt a szülő és gyermek közötti viszonyt nem lehet lerombolni.
Előfordul, hogy a gyermek veszekszik a szüleivel, vagy rájuk támad, vagy eltávolodik tőlük, s ezáltal szenvedést okoz nekik. Mindazonáltal a szülők mégis szüntelenül fohászkodnak gyermekük boldogságáért.
Hasonlóképpen mikor az ember megfeledkezik Istenről vagy megpróbál elszakadni tőle, Isten mindig várja és reméli a kapcsolat helyreállítását.
Isten végeredményben az egész emberiség Atyja. Az emberek fájdalma és szenvedése egyúttal Isten fájdalma és szenvedése is. Isten sosem szűnik meg jóakarattal tekinteni az emberiségre, az ő gyermekeire annak érdekében, hogy azok boldogok lehessenek, s mentesek minden bűntől és szenvedéstől. Minden ember Isten gyermeke, aki Istentől kapta életét. Így Isten minden egyes személy részére egyformán biztosítja születésekor a boldogság lehetőségét.
A Konkókjó követőinek fel kell fedezniük és fel kell ismerniök Isten mélységes nagylelkűségét, mellyel az emberiség boldogsága és az élet fenntartása érdekében cselekszik.
A Konkókjó hívei életük részévé teszik és kiárasztják magukból az isteni áldások fényét. Utat kell mutatniok a többi ember számára, s a boldogság lángjának meggyújtásával el kell vinniök a fényt a viszályok, előítéletek és szenvedések árnyékában élő emberiség világába.
A vallás legfigyelemreméltóbb vonása, hogy tagjai nem kötelesek semmilyen adományt juttatni az egyháznak, s a csatlakozásnak nem feltétele a korábbi felekezet elhagyása.
Japánban 1607 konkó egyházközség létezik, de jelen van a vallás az Egyesült Államokban (különösen Hawaii szigetén), Kanadában, Brazíliában, Paraguayban, Dél-Koreában. Európa több országában, köztük Magyarországon is él néhány követőjük, őket évente egyszer missziós lelkész látogatja meg. Kb. 500 000 konkó hívő él világszerte.

## Konkókjó és vallási türelem
"Mindenki Isten gyermeke. A különböző vallásokhoz tartozni ugyanazt jelenti,
mint különböző foglalkozásokat űzni. Egy szülő gyermekei között lehet ács,
kőműves, szerencsejáték rabja vagy kereskedő egyaránt. Az emberek
különböző vallásokhoz tartozhatnak, de mindnyájan Isten gyermekei."
(GII: Sato Mitsujiro, 14:1-3)

## Az isteni emlékeztető
Ikigami Konkó Dajdzsin útján imádkozz tiszta szívvel Tencsi Kane No Kami-hoz!
Az isteni kegyelem az emberek szívétől függ.
Ezen a szent napon imádkozz!

## Konkókjó Nyilatkozat
Mint emberi lények, akik a Nagy Világegyetemnek köszönhetjük létünket
Értékesnek tartjuk és tiszteljük az élet minden formáját
Arra törekszünk, hogy megteremtsünk egy tökéletes világot, ahol
Kami (Isten) és az emberek
Az emberek egymás közt, s
Az emberek és valamennyi élőlény
Együtt élnek a kölcsönös függőség (aijo kakejo) állapotában.

## Külső hivatkozások
- Konkokyo's web site in English
- Konkokyo International Center
- Konko Churches of North America
- Konkokyo Hawaii